# Dinamo Moscou
Pour les articles homonymes, voir Dynamo (homonymie).
Le Dinamo Moscou (orthographié aussi Dynamo Moscou), en russe Дина́мо Москва et en anglais Dynamo Moscow, est un club omnisports russe.

## Historique
Situé au nord-ouest de la ville de Moscou, fondé en 1923 au sein du club d'Orekhovo par Félix Dzerjinski, créateur et patron de la Tchéka (la police politique du régime).

## Sections

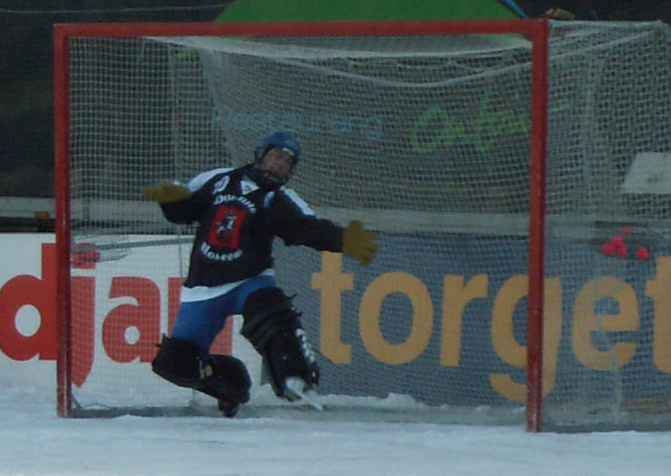
Un gardien de but du bandy de Dinamo Moscou

- Bandy
- Basket-ball : Voir article MBK Dinamo Moscou (masculin) ou ŽBK Dinamo Moscou (féminin)
- Football : Voir article FK Dinamo Moscou
- Futsal : Voir article MFK Dinamo Moscou
- Hockey sur glace : Voir article HK Dinamo Moscou
- Volley-ball : Voir article Dinamo Moscou (volley-ball masculin) ou Dinamo Moscou (volley-ball féminin)